# Такаши Усами
Такаши Усами (јап. 宇佐美 貴史; 6. мај 1992) јапански је фудбалер.

## Каријера
Током каријере је играо за Гамба Осака, Бајерн Минхен, Хофенхајм, Аугзбург и Фортуна Диселдорф.

## Репрезентација
За репрезентацију Јапана дебитовао је 2015. године. Наступао је на  Светском првенству (2018. године) с јапанском селекцијом. За тај тим је одиграо 26 утакмица и постигао 3 гола.

## Статистика
| Јапан  | Јапан   | Јапан  |
| Година | Наступи | Голови |
| ------ | ------- | ------ |
| 2015.  | 13      | 2      |
| 2016.  | 5       | 1      |
| 2017.  | 1       | 0      |
| 2018.  | 7       | 0      |
| Укупно | 26      | 3      |